# پروکنی

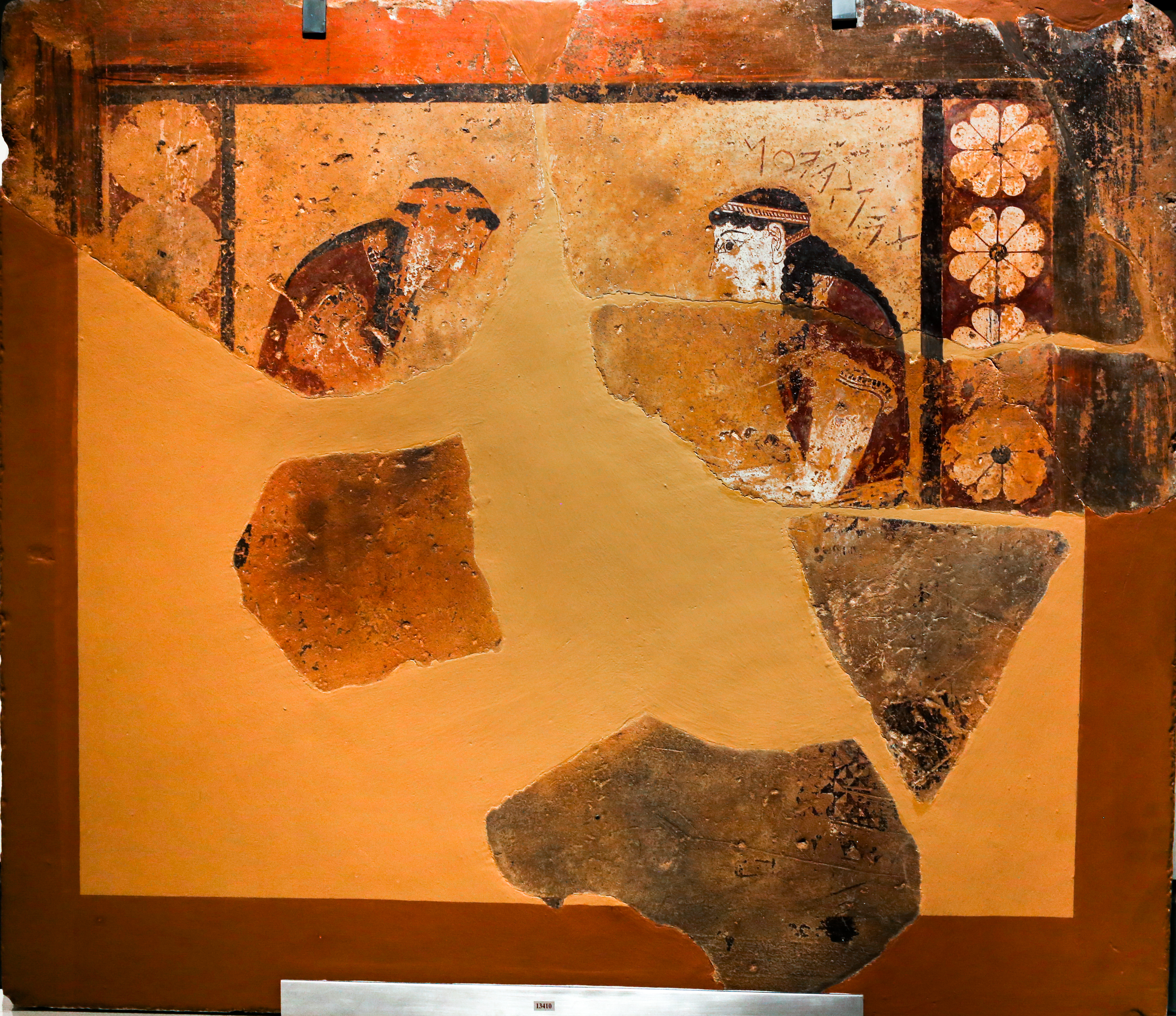
Procne و Philomela روبروی یکدیگر نشسته‌اند، حدود. ۶۳۰–۶۲۵ قبل از میلاد

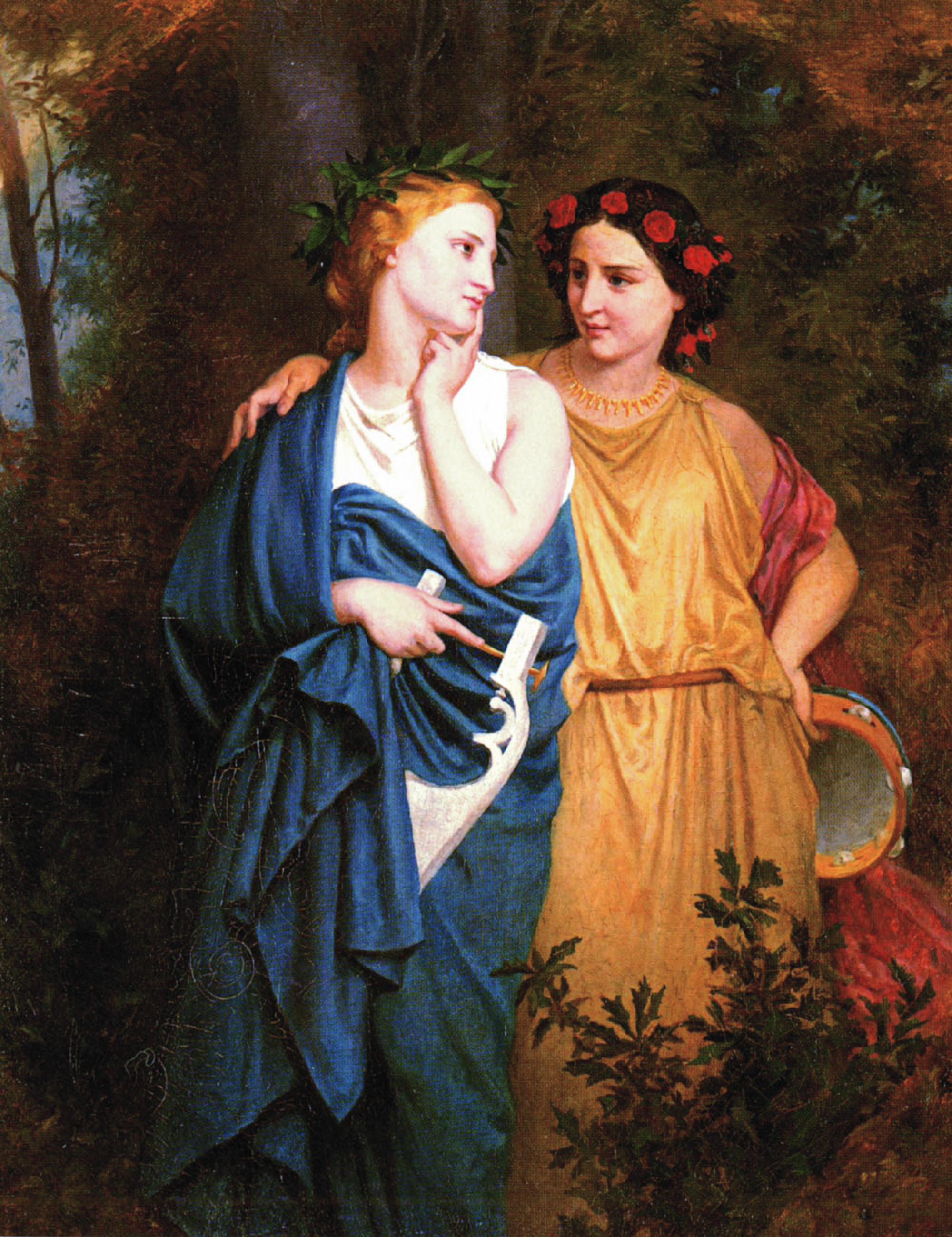
فیلوملا و پروکن (الیزابت جین گاردنر)

Procne (‎/ˈprɒkni/‎ ; یونانی باستان: Πρόκνη، پروکنه[pró.knɛ:]) یک شخصیت فرعی در اساطیر یونان است. او یک شاهدخت آتنی و دختر بزرگ پادشاه آتن به نام پاندیون بود.

## خانواده
مادر پروکنی، زئوکسیپ ار تبار نایادها، و خواهران و برادرانش فیلوملا، ارختئوس، بوتس و احتمالاً تئوتراس بودند. او با ترئوس پادشاه تراکیه ازدواج کرد و مادر ایتیس (ایتیلوس) شد.

## اسطوره‌شناسی
فیلوملا، خواهر زیبای پروکنی به ملاقات این زوج رفت و از سوی ترئوس مورد تجاوز قرار گرفت و او زبانش را پاره کرد تا از افشای جنایت او جلوگیری کند. او پرده‌های نگارینی بافت که مشخص می‌کرد چه کاری انجام شده‌است و دو زن انتقام خود را گرفتند.
پروکنی ایتیس را کشت، آب‌پز کرد و به عنوان غذا برای شوهرش آورد. پس از اینکه غذایش را تمام کرد، خواهران سر بریده پسرش را به ترئوس هدیه کردند و او متوجه شد که چه کاری انجام شده‌است. او تبر را ربود و به قصد کشتن خواهران آنها را تعقیب کرد. آنها فرار کردند اما ترئوس تقریبا به آن‌ها رسید. آنها در ناامیدی به خدایان دعا کردند که تبدیل به پرندگان شوند و از خشم و انتقام ترئوس فرار کنند. خدایان پروکنه را به پرستو، فیلوملا را به بلبل و ترئوس را به هوپو تبدیل کردند. جنس‌های پرستو پروکن‌پرستوها، چلچله‌های کوهی و اره‌بال و خانواده بادخورک درختی (همی‌پروکنیدا) نام خود را از این اسطوره گرفته‌اند.

## یادداشت
1. ↑  Apollodorus, 3.15.1
2. ↑  Stephanus of Byzantium, Ethnica s.v. Thespeia
3. 1 2 3 4  Ovid, Metamorphoses 6.424–674 (*Note that the line numbers vary among translations).
4. ↑  Apollodorus, 3.14.8